# Бакбергенов, Саурбек
Саурбек Бакбергенов (каз. Сәуірбек Бақбергенов) (15 апреля 1920, Чимкентский уезд Сырдарьинская области — 17 января 1997) — советский казахский писатель, публицист, переводчик, Народный писатель Казахстана (1996). Происходит из подрода мангытай рода котенши племени конырат.

## Биография
Воспитывался в Туркестанском детском доме, учился поначалу в железнодорожном, а затем в педагогическом училище. В 1939 году был призван в ряды РККА, по окончании Подольского военного пехотного училища участвовал в боях под Москвой в составе 8-й Гвардейской Панфиловской дивизии. Был командиром стрелкового взвода, офицером связи штаба полка.
После демобилизации работал корреспондентом в республиканской газете «Социалистік Қазақстан», в Казахском государственном литературном издательстве.
В 1950 году опубликовал повесть о дважды Герое Советского Союза лётчике Талгате Бегельдинове.
Автор трёх повестей, посвящённых Чокану Валиханову: «Қоянкөлге құлаған жүлдыз» («Звезда упала на Коянколь»), «Мен сізді сүйемін» («Я вас люблю»), «Тараз көгершіндері» («Голубки Тараза»).
Известны его повести и рассказы, посвящённые событиям Великой Отечественной войны: «Карға тамған қан» (Кровь на снегу), «Алтын күрек» (Золотая лопата), «Адам және көлеңке» (Человек и тень), «Көлеңке» романдары, «Талғат» (Талган), «Белгісіз солдат», «Жанғожин» и др.

### На казахском языке
- Әнші бала (Мальчик-певец). — Алматы: Қазақтың мемлекеттік көркем әдебиет баспасы, 1956. — 100 с.
- Бозторғай (Жаворонок). — Алматы: Қазақтың мемлекеттік көркем әдебиет баспасы, 1960.
- Қарға тамған қан: Роман. — Алматы: Жазушы, 1970.
- Кентау: Роман. — Алматы: Жазушы, 1973.
- Максим Горький. Балапан. — Алматы: Жалын, 1979.
- Он үшінші ойыншы (Игрок № 13): Повесть. — Алматы: Жалын, 1979. — 216 с.
- Произведения в 2-х т. На каз. яз. — Алматы: Жазушы, 1980.
- Қан тозаң Ржавчина: Роман. — Алматы: Жазушы, 1982. — 288 с.
- Как родился кюй: Рассказ. Для мл. шк. возраста. — Алматы: Жалын, 1982. — 23 с.
- Красные тюльпаны: (Кн. о Чимкент. обл. Рассказы. Для сред. и ст. шк. возраста). — Алматы: Жалын, 1984. — 120 с.
- Женщина на белом коне: Роман. — Алматы: Жалын, 1986. — 278 с.
- Бөрте — Шыңғысханның жұбайы. Повестер мен әңгімелер. — Алматы: Жазушы, 1993.
- Қайран шешем. Роман. — Алматы: Ерен, 2000.
- Қарға тамған қан. Алтын күрек. Романдар. — Астана: Елорда, 2000.

### На русском языке
- Добрая моя мама: Роман / Пер. В. Новикова. — Алма-Ата: Жазушы, 1966.
- Дина: Повесть / Пер. с каз. Г. Каримовой. — М.: Детская литература, 1974. — 144 с. — Тираж 75000 экз.
- Отец и сын: Повести / Пер. с каз. — М.: Сов.писатель, 1985. — 271 с.
- Сказание о золотом человеке: Повесть-легенда. [Для мл. шк. возраста] / Пер. с каз. М. Жанузаковой. — Алма-Ата: Жалын, 1989. — 54 с.
- Запасной игрок: Роман, повести, рассказы / Пер. с каз., послесл. В. Поволяева. — Алма-Ата: Жазушы, 1990. — 558 с.
- Смерть Тамерлана: Повесть / Пер. Л. Степановой. — Алма-Ата: Қазақстан, 1992.